# Azerbaiyán en la antigüedad
Azerbaiyán en la antigüedad cubre la historia del actual territorio de Azerbaiyán en el período en el cual la sociedad griega y romana florecieron y ejercieron una gran influencia en gran parte de Europa, África del Norte y Asia Occidental, así como el Cáucaso. El período antiguo en el territorio de Azerbaiyán se observó durante la existencia de Atropatene en el sur y la Albania caucásica en el norte a partir del siglo IV a. C. Estos fueron estados independientes que surgieron en esa región después del fallecimiento de Alejandro Magno y el colapso de su imperio en Oriente en el 323 a. C.

## Antecedentes
Tras el colapso de la estructura comunitaria primitiva en el territorio de Azerbaiyán, surgieron las primeras unidades tribales en estrechas relaciones con Mesopotamia a fines del IV milenio e inicios del III antes de Cristo. El estado que surgió tras el colapso de estas instituciones estatales fue Mannea. El reino de Mannaeans (siglos IX-VI a. C.) fue uno de los más antiguos conocidos en el territorio donde habitaba principalmente el pueblo azerbaiyano actual, que mantenía relaciones con Asiria y Urartu. A finales del siglo VIII a. C. e inicios del séptimo antes de Cristo, los cimerios y escitas, así como la Sacas y Masagetas comenzaron a desempeñar un papel importante en la historia político-militar de ese territorio a causa de las incursiones hechas y asentamientos en el territorio de Azerbaiyán (siglo VII a. C.).
El sur del Cáucaso fue finalmente conquistado por los aqueménidas alrededor del siglo VI a. C. Estos, a su vez, fueron derrotados por Alejandro Magno en 330 a. C., conllevando al surgimiento de la cultura helenística en la región.
Atropatene y Albania formaron parte del Imperio aqueménida en forma de tribus como albans, sakasens, myukies, matiens, mards (amards) y cadusians durante el Imperio aqueménida (550-330 a. C.), que surgió inmediatamente después de la caída de los medos en Irán. Tras fallecer Alejandro en 323 a. C., estos estados se independizaron como resultado del colapso de su imperio.

## En las obras griegas y romanas
Autores greco-romanos antiguos como Heródoto, Ptolomeo, Pompeyo Trogo, Estrabón, Cayo Julio Solino y Arriano (el primero de ellos en mencionarlo Albania) entre otros autores también mencionaron Albania y Atropatene en sus obras.
Heródoto dio información sobre las tribus albanesas y las tribus Magh, Caspian y Udin en su "Historia". Hecateo de Mileto escribió sobre la Albania caucásica en su "Geografía histórica".

## Atropatene

### Fronteras
Este estado cubría principalmente el sur de Azerbaiyán y algunas regiones del sur de la actual República de Azerbaiyán. Las montañas Zagros se extendían desde la parte occidental del país. La ciudad de Gazaca era su capital y estaba ubicada en el sureste del lago Urmia.

### Nombre
A finales del siglo IV a. C., la provincia noroccidental de Media fue dejada desde la Media histórica. Esta provincia entró en la literatura histórica como Media-Atropatene o simplemente Atropatene. Plutarco, la llamó "Media" o "Atropatene".
Según las fuentes más antiguas, el nombre del estado se asocia con el de Atropates, comandante de la dinastía aqueménida. Algunos eruditos creen que Atropatene significa "perteneciente a Atropata" (estado) y es la forma primaria del nombre moderno de Azerbaiyán, mientras otros creen que el nombre de Atropates se deriva de las raíces del Antiguo Persa cuyo significado es "protegido por el fuego". Este nombre se cambió a Aturpatakan, Adurbadagan, Āḏarbāyjān, Azerbaiyán, y finalmente se adoptó la versión moderna durante el Califato árabe. Según otra teoría, proviene del nombre de un famoso sacerdote zoroástrico Adarbad.

### Historia
En el 331 a. C., durante la Batalla de Gaugamela entre el gobernante aqueménida Darío III y Alejandro Magno, albans, sakasens y cadusianos lucharon junto a los aqueménidas en el ejército de Atropates. Tras la victoria de Alejandro y caída del Imperio aqueménida, Atropates expresó su lealtad a Alejandro, quien en 328-327 a. C. lo nombró gobernador de Media. En la Partición de Babilonia al morir Alejandro en 323 a. C., la satrapía de Media se dividió en 2 partes: Pequeña Media (la parte noroeste, desde Siria hasta la cuenca del río Aras ) y Gran Media (la parte oriental) de lo cual sólo el primero le quedó a Atropates. Este se negó a obedecer al diadochi después de la muerte de su yerno Perdiccas en el 321 a. C. y declaró su satrapía como un reino independiente. El reino era conocido por los griegos como Media Atropatene o simplemente Atropatene.

## Albania

### Fronteras
Tras la muerte de Alejandro Magno, se estableció un antiguo estado llamado Albania en el territorio del actual Azerbaiyán y en varias regiones del sur de Daguestán. Albania limitaba con Sarmatia, Iberia y Atropatene. Sus fronteras se extendían hasta el Mar Caspio. Gabala fue su primera capital, cubriendo el territorio de la actual República de Azerbaiyán, y en la Edad Media la capital se trasladó a Barda.
Los hallazgos arqueológicos indican que estaba en el centro del comercio internacional y las tribus albanesas mantenían relaciones con las regiones occidental y septentrional del Cáucaso, Asia Central, Asia Menor, Siria, Egipto y el mundo egeo.

### Nombre
Según uno de los planteamientos sobre los orígenes del nombre del país, la palabra Alban, que suena como "Alban", "Alpan", tenía raíces turcas. Basado en la antigua palabra turca "alp // alb" (atrevido, valiente, afortunado), se puede decir que su significado es "país de los valientes".